# Juan de Dios Ramírez Perales
Juan de Dios Ramírez Perales (* 8. März 1969 in Mexiko-Stadt), auch bekannt unter dem Spitznamen El Capi, ist ein ehemaliger mexikanischer Fußballspieler auf der Position des Verteidigers, der in den letzten Jahren bei verschiedenen Vereinen als Co-Trainer unter Vertrag stand. 

## Leben

### Verein
Der aus dem Nachwuchs des Club Universidad Nacional hervorgegangene Ramírez Perales erhielt 1988 seinen ersten Profivertrag bei den Pumas und stand dort bis 1994 unter Vertrag, gehörte also auch zum Meisterkader der Saison 1990/91. Über einjährige Stationen beim CF Monterrey und den Toros Neza kam er 1996 zum CF Atlante, bei dem er die folgenden vier Jahre engagiert war. In seinen letzten beiden Jahren als Profifußballer wechselte er seine Vereine in halbjährlichem Turnus und spielte zunächst für Chivas Guadalajara, danach noch einmal für die Pumas de la UNAM sowie die Freseros de Irapuato und zuletzt die Tiburones Rojos de Veracruz.

### Nationalmannschaft
Zwischen 1991 und 1995 absolvierte Ramírez Perales insgesamt 49 Einsätze für die mexikanische Nationalmannschaft. Bei seinem Länderspieldebüt am 12. März 1991 gegen die USA (2:2) kam er nicht über einen dreiminütigen Einsatz hinaus. Sein erstes Länderspiel über die volle Distanz fand am 4. Dezember 1991 gegen Ungarn (3:0) statt. Sein letztes Länderspiel war die Begegnung mit Paraguay (1:2) am 6. Juli 1995. 
Höhepunkt seiner Länderspielkarriere war die Teilnahme an der Fußball-Weltmeisterschaft 1994, bei der er alle vier Spiele der Mexikaner über die volle Distanz absolvierte. 

### Trainer
Nach dem Ende seiner aktiven Laufbahn begann Ramírez Perales mit einer Tätigkeit als Fußballtrainer und arbeitete bei diversen Vereinen als Assistenztrainer. So war er 2006 als Co-Trainer von Wilson Graniolati bei Santos Laguna, später bei den Pumas Morelos und zuletzt als Co-Trainer von José Luis Salgado beim Club León im Einsatz.

## Erfolge
- Mexikanischer Meister: 1990/91